# Dans les coulisses (Rops)
Dans les coulisses (en néerlandais : In de coulissen) est un dessin de l'artiste belge Félicien Rops. La série de dessins à laquelle appartient cette feuille préfigure la période satanique des années 1882,.

## Histoire
Vers 1878-1880, à la demande du bibliophile parisien Jules Noilly, Rops dessine deux albums de dessins sous le titre Cent légers croquis sans prétention pour réjouir les honnêtes gens. Les dessins composent une véritable « Comédie humaine » ayant pour thème le demi-nu féminin.  Dans l'idée de leur donner une suite, Rops exécute une autre série de dessins, parmi lesquels Dans les coulisses. Le projet, l'Album du diable, toutefois, n'aboutit pas,.
En 2008, le dessin est vendu aux enchères à Versailles. Le Fonds Léon Courtin-Marcelle Bouché, créé au sein de la Fondation Roi Baudouin (Patrimoine), s'en porte acquéreur en raison de sa « remarquable qualité ». La feuille est aujourd'hui mise en dépôt au Musée Félicien Rops de Namur. Le musée possédait déjà une vingtaine de dessins réalisés pour les Cent légers croquis, mais aucun appartenant à l'Album du diable.

## Description
Le dessin est exécuté au crayon de couleur, au pastel et à l'aquarelle sur papier. Satan assis sur une chaise regarde une femme presque entièrement dévêtue, vue de dos par le spectateur. L'usage du pastel permet à l'artiste de créer de subtils agencements de couleurs et de rendre les tons plus vifs.